# Métro léger de Hong Kong
 (janvier 2022).
Si vous disposez d'ouvrages ou d'articles de référence ou si vous connaissez des sites web de qualité traitant du thème abordé ici, merci de compléter l'article en donnant les références utiles à sa vérifiabilité et en les liant à la section « Notes et références ».
Le Métro léger de Hong Kong ou Light Rail (chinois traditionnel : 輕鐵) est un réseau de métros légers desservissant les villes de Yuen Long et Tuen Mun dans le nord-ouest de Hong Kong.